# Strada provinciale 37 Ganzole
La strada provinciale 37 Ganzole è una strada provinciale italiana della città metropolitana di Bologna.

## Percorso
Ha inizio sul confine fra i comuni di Sasso Marconi e Bologna, in località La Ghiacciaia, in continuazione delle cittadine Via dei Colli e Via di Sabbiuno. La strada procede verso sud sulla linea spartiacque fra Reno e Savena. Dopo la località Pieve del Pino entra in comune di Pianoro e si collega alla SP 58 tramite un breve raccordo. In quel punto cambia direzione virando ad ovest e continuando in discesa: presso Le Ganzole rientra così nel territorio di Sasso Marconi. Nel tratto finale costeggia il Reno sulla sponda destra e finisce con l'immissione nella ex SS 325.